# Mathias Rulitz

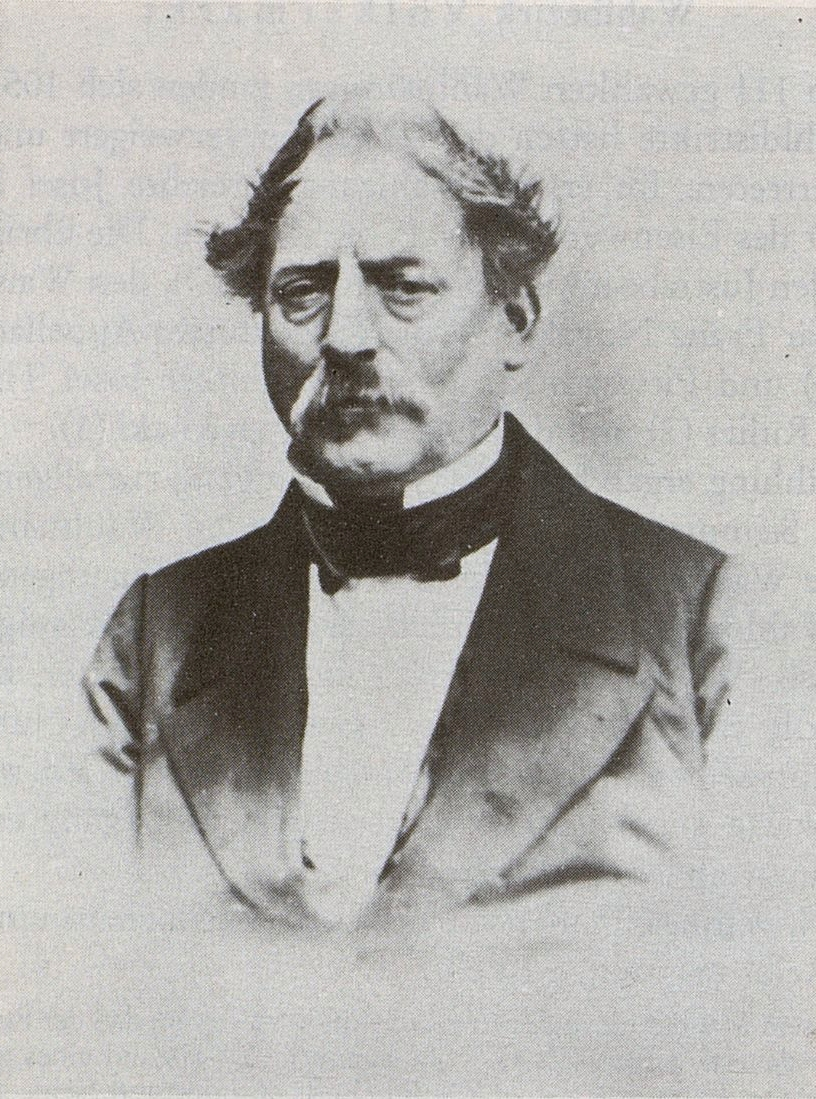
Mathias Rulitz in fortgeschrittenem Alter

Mathias Rulitz (Vorname auch Matthias; * 15. Februar 1805 in Ferlach; † 27. März 1880 in Graz) war ein österreichischer Jurist und Politiker. Er war 1848 stellvertretender provisorischer Gemeindevorstand von Klagenfurt sowie Mitglied des provisorischen Kärntner Landtages, 1849 Mitglied des Reichstages und von 1863 bis 1866 Mitglied des Kärntner Landtages.

## Leben

### Familie und beruflicher Werdegang
Mathias Rulitz wurde in Ferlach (slowenisch: Borovlje) als Sohn des Büchsenmachers Thomas Rulitz († 1855) geboren, die Familie gehörte zu den Kärntner Slowenen. Nach dem Besuch des Gymnasiums in Klagenfurt studierte er Rechtswissenschaft an der Universität Graz, wo er 1833 oder 1836 zum Doctor iuris promovierte. Nach abgelegter Richteramts- und Advokatursprüfung wurde er im Februar 1838 von der k.k. Justizstelle zum Advokat in Celje (Cilli) ernannt. Im Oktober desselben Jahres wechselte er seinen Tätigkeitsort nach Klagenfurt, wo er bis 1850 blieb. Die Revolution von 1848/1849 brachte große Veränderungen in Rulitz' juristischer und politischer Karriere. Ab September 1849 war Vertrauensmann des Justizministeriums für die Grundentlastungsangelegenheiten in Kärnten, anschließend Mitglied der Justiz-Organisierungskommission für Kärnten. 1850 wurde er Direktor der Kommission zur Anlegung der Grundbücher in Kroatien und Slawonien. Der Schwerpunkt seiner Tätigkeit verlagerte sich damit nach Zagreb, wo er ab 1852 Landesgerichtsrat und ab 1854 Banaltafelrat (die ab 1850 neu aufgestellte Banaltafel war Oberlandesgericht und höchstes Gericht in zweiter Instanz) war. Nach Regelung der Angelegenheiten in Kroatien wurde Rulitz 1861 aushilfsweise dem Oberlandesgericht Graz zugewiesen und dort 1864 zum Oberlandesgerichtsrat ernannt. Erst 1879, im Jahr vor seinem Tod, trat er in den Ruhestand.
Mathias Rulitz hatte 1839 seine Gattin Maria (geb. Melchior) geheiratet. Das Paar hatte sechs Kinder (darunter zumindest drei Töchter und ein 1866 verstorbener Sohn).

### Politische Tätigkeit
Die Ereignisse 1848/1849 waren Anlass für Rulitz, auch politisch in Erscheinung zu treten. Im Juli 1848 konnte sich erstmals ein unabhängiger Gemeinderat in Klagenfurt konstituieren, in welchem Rulitz Stellvertreter des Provisorischen Gemeindevorstandes und späteren (ab 1850) Bürgermeisters Andreas Koller war. Des Weiteren gehörte er 1848 zu den Vertretern der Stadt Klagenfurt im neu konstituierten (und kurzlebigen) Provisorischen Kärntner Landtag. Bei den Wahlen zum (ebenso kurzlebigen) Reichstag trat er im Wahlbezirk Klagenfurt an, wo er im ersten Wahlgang 24 der 50 Wahlmänner für sich gewinnen konnte und damit die nötige absolute Mehrheitnur knapp verfehlte. Trotzdem setzte sich nach mehreren Wahlgängen der Gutsbesitzer und Industrielle Thaddäus von Lanner mit 26 zu 23 Stimmen durch. Rulitz, der eher linksliberale und demokratische Positionen vertrat, konnte die Beamten und Großbürger unter den Wahlmännern offenbar nicht für sich gewinnen. Der Einzug in den Reichstag gelang Rulitz dann auf anderem Weg: Nachdem der Industrielle Josef Schlegel aus dem Wahlbezirk Völkermarkt aus Zeitgründen sein Mandat niedergelegt hatte, wurde Rulitz bei der Nachwahl im Dezember 1848 mit 63 von 89 Stimmen gewählt. Zu dem deutlichen Ergebnis dürfte beigetragen haben, dass Rulitz in den vorhergegangenen Monaten im Landtag sehr engagiert aufgetreten war. Nachdem die genannten politischen Institutionen des Jahres 1848 infolge der neoabsolutistischen Politik des jungen Kaisers Franz Joseph I. zu einem baldigen Ende gekommen waren, gehörte Rulitz dem Kärntner Landtag nochmals von 1863 bis 1866 während dessen 1. Wahlperiode an.

## Rezeption

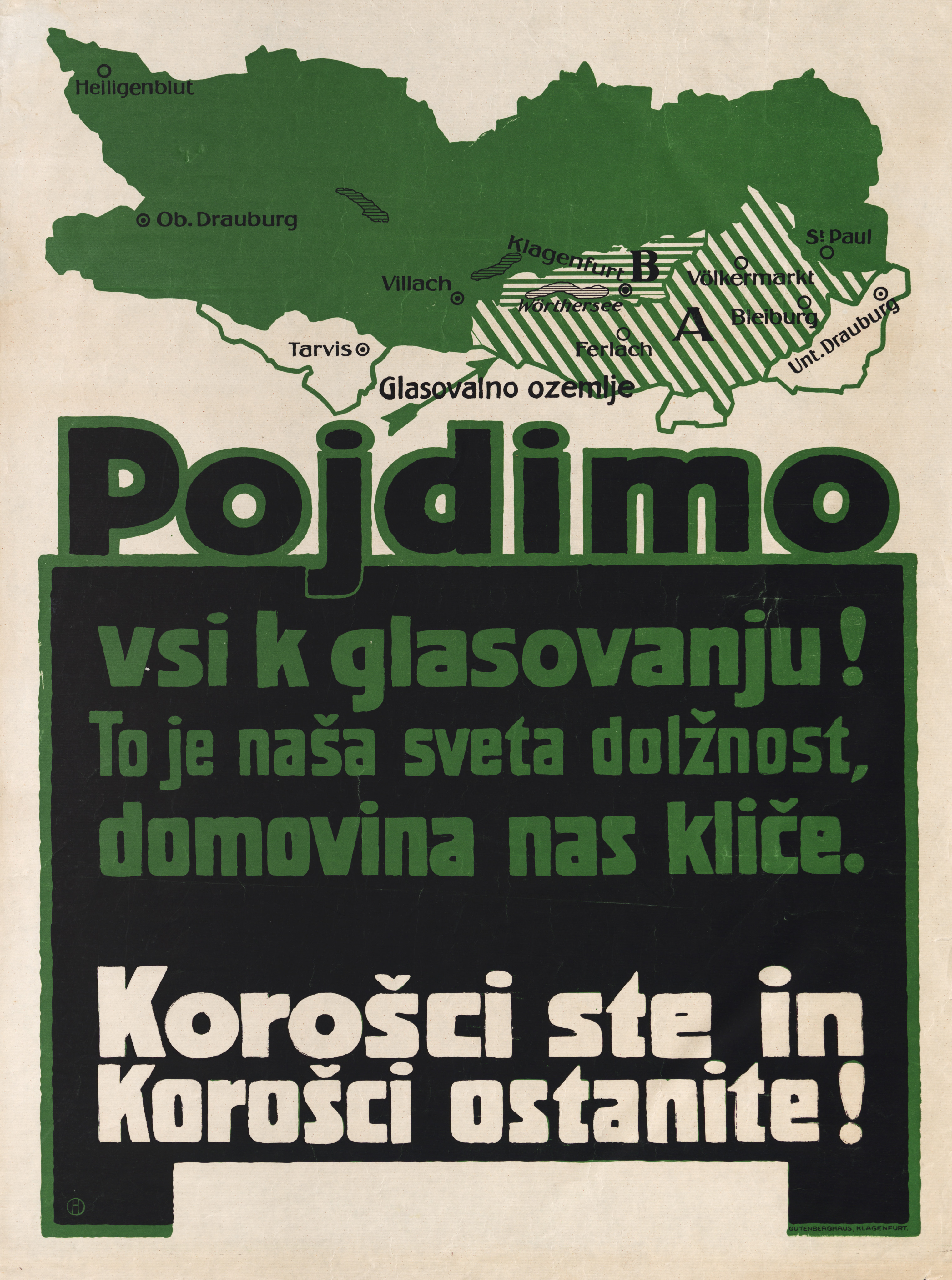
An Slowenen gerichtetes Propagandaplakat zur Kärntner Volksabstimmung: Ihr seid Kärntner, und solltet auch Kärntner bleiben!

Ein Antrag, den Rulitz am 17. August 1848 im Provisorischen Landtag eingebracht hatte (und der daraufhin auch einstimmig beschlossen wurde), wurde in allen folgenden Epochen und politischen Systemen rezipiert: Der Landtag stellte fest, dass „die Kärntner, ob windisch oder deutsch, bis jetzt ein einiges Volk waren und bleiben wollen und daß die Verschiedenheit der Sprache nie ein trennendes Element ihrer Zusammengehörigkeit sein soll.“ Diese Betonung der Einigkeit Kärntens gerade durch den Kärntner Slowenen Rulitz war in doppelter Hinsicht bedeutsam. Zum einen war das heutige Bundesland innerhalb der Habsburgermonarchie nach den napoleonischen Kriegen vorerst administrativ geteilt geblieben – Oberkärnten gehörte seit 1814 zum Königreich Illyrien, Unterkärnten war bis 1825 von Graz aus verwaltet worden, dann wurden beide Landesteile dem Gubernium im heutigen Ljubljana (Laibach) unterstellt. Die Betonung von Kärntens Einheit war für den Landtag gleichzeitig wohl auch ein Ausdruck des Wunsches nach mehr Selbstständigkeit. Zum anderen überlegte man gerade in dieser Zeit in der Frankfurter Nationalversammlung und im Österreichischen Reichstag, gemischtsprachige Gebiete nach Nationalitäten zu teilen, was eine erneute Spaltung Kärntens nach sich gezogen hätte.
Parallel entwickelte sich im 19. Jahrhundert ein slowenisches Nationalbewusstsein, dessen Vertreter eine (zumindest administrative) Zusammenfassung aller in Frage kommender Gebiete der Monarchie bevorzugten und sich gegen eine Mitgliedschaft Kärntens im Deutschen Bund stellten. Ob dieser Frage bildeten sich unter den politischen Vertretern der Kärntner Slowenen zwei Lager. Als ideologische Gegenspieler des „deutschfreundlichen“ Rulitz' sind beispielsweise Andrej Einspieler und Matija Majar-Ziljski zu nennen. Diese ideologisch hoch aufgeladene Frage nach der nationalen Identität des Landes wirkte weit über die Kärntner Volksabstimmung von 1920 hinaus und mit dem Ortstafelstreit bis ins 21. Jahrhundert hinein.